# Modern Love
«Modern Love» es una canción escrita y grabada en 1982 por David Bowie, la primera canción de su álbum Let's Dance. Fue publicada como tercer sencillo del álbum en 1983.
Bowie manifestó que la canción fue inspirada por Little Richard, y la canción mantiene el tema principal del álbum, de una lucha entre Dios y el hombre. Algunos comentaristas notaron las semejanzas entre "Modern Love" y el simultáneo hit de Elton John llamado "I'm Still Standing", a pesar de que ambas partes dijeron que las canciones fueron grabadas prácticamente al mismo tiempo sin conocimiento una de la otra.
Al momento en el que "Modern Love" fue publicada y editada como un sencillo, la gira de Bowie Serious Moonlight Tour estaba en marcha. La canción se había vuelto muy solicitada en la gira, y el video de Jim Yukich para la canción utilizó imágenes de Bowie y su banda cantando la canción en un concierto en Filadelfia el 20 de julio de 1983. Una versión en vivo, grabada en Montreal el 13 de julio, fue lanzada como lado B de la canción.
El sencillo alcanzó el puesto 2 en el Reino Unido, y el puesto 14 en el Billboard Hot 100 de Estados Unidos. Además de ser un elemento principal de la gira, apareció en el concierto de Bowie para el Live Aid en 1985, y en las giras posteriores Glass Spider y Sound+Vision de 1987 y 1990, respectivamente. Una versión de la canción con Tina Turner fue también presentada en un anuncio de Pepsi en 1987.

## Listado de canciones

### 7": EMI América / EA 158 (Reino Unido)
1. "Modern Love [Edit]" (Bowie) — 3:56
2. "Modern Love [Live]" (Bowie) — 3:43

### 12": EMI América / 12EA 158 (Reino Unido)
1. "Modern Love" (Bowie) — 4:46
2. "Modern Love [Live]" (Bowie) — 3:43

## Certificaciones
| Listas (1983-1984)                        | Posición |
| ----------------------------------------- | -------- |
| Australia (Kent Music Report)             | 6        |
| Bélgica (VRT Top 30 Flanders)             | 3        |
| Canadá (RPM 50 Singles)                   | 2        |
| Francia (SNEP)                            | 71       |
| Irlanda (IRMA)                            | 3        |
| Polonia (Polish Singles Chart)            | 17       |
| Estados Unidos Billboard Hot 100          | 14       |
| Estados Unidos Hot Mainstream Rock Tracks | 6        |

## Apariciones en otros álbumes
- La canción apareció en varias recopilaciones, casi siempre en su edición de sencillo:
  - Changesbowie (1990)
  - Bowie: The Singles 1969-1993 (1993)
  - The Singles Collection (1993)
  - Best of Bowie (2002)
  - Sound and Vision (2003 y ediciones posteriores) – versión en vivo del lado B
  - The Platinum Collection (2006)
  - The Best of David Bowie 1980/1987 (2007)
  - Bi (álbum de Kevin Johansen) (2012)
  - Nothing Has Changed (2014)
  - Bowie Legacy (2016)

## En la cultura popular

### Películas
- Presentado en los créditos de apertura de Couples Retreat (2009).
- Presentado en la banda sonora de Adventureland (2009).[10]
- Oído en la radio en Hot Tub Time Machine (2010).[11]
- Presentado en la película Frances Ha (2013).
- Presentado en la película brasileña The Way He Looks (2014).
- Presentado en la película The Business (2005).
- Presentado en la película "Sleeping With Other People" (2015).
- Presentado en la película “Mauvais Sang” (1986).

### Televisión
- Presentado en la banda sonora en el episodio llamado "Wedding" en New Girl.
- El personaje de Bowie en The Venture Bros. (con voz de James Urbaniak) cita la primera línea de esta canción "I know when to go out" (sé cuando salir) en el episodio "Showdown at Cremation Creek (Part I)".
- Utilizado como el tema de apertura para WWF All-Star Wrestling de 1984 a 1986.
- Utilizado en el último episodio de My Mad Fat Diary (temporada 2, episodio 7).
- Utilizado en el segundo episodio de Deutschland 83 (temporada 1, episodio 2).
- Presentado en Homes Under the Hammer de la BBC el 7 de enero de 2016.
- Presentado en Match of the Day de la BBC el 13 de enero de 2016. La primera edición del programa posterior a la muerte de Bowie.
- Utilizado por Banco Falabella, CMR Falabella y CMR Puntos (Chile) en publicidad televisiva 2016.
- Utilizado en el cuarto episodio de Riverdale (temporada 3, episodio 4).
- Utilizado en el primer episodio de la serie Dynasty (serie de televisión de 2017)  (temporada 1, episodio 1).

### Plataforma musical del juego Rock Band
Comenzó a estar disponible para descarga el 25 de enero de 2011 para su uso en Rock Band 3, la plataforma musical tanto en modo básico, como en modo Pro, el cual utiliza guitarra real, guitarra de bajos y kits de batería electrónica compatible con MIDI, además de teclados en adición a las voces.